# Cueva del Viento
Cueva del Viento je lávový tunel na španělských Kanárských ostrovech. Nachází se u města Icod de los Vinos na ostrově Tenerife. Jeho název znamená v překladu „větrná jeskyně“ a první zmínka o něm pochází z roku 1776.  
Složitý systém chodeb má tři úrovně a sedm vchodů, zmapováno z něj bylo zatím okolo 17 km. Cueva del Viento je nejdelším lávovým tunelem na území Evropské unie a šestým nejdelším na světě. Vznikl při erupci sopky Pico Viejo, k níž došlo podle odhadů před 27 000 lety.
Podle archeologických nálezů jeskyni obývali Guančové. Byly zde nalezeny také fosilie pleistocenní ještěrky Gallotia goliath a myši Canariomys bravoi, které jsou příkladem ostrovního gigantismu. Cueva del Viento byla zařazena mezi evropsky významné lokality. Žije zde netopýr černý a endemický druh střevlíka Orthomus tenerifae.
V roce 2008 byla část tunelu o délce 250 metrů zpřístupněna veřejnosti a bylo otevřeno návštěvnické centrum.